# Sciota
Sciota är ett släkte av fjärilar som beskrevs av George Duryea Hulst 1888. Sciota ingår i familjen mott.
Kladogram enligt Catalogue of Life och Dyntaxa:

## Bildgalleri

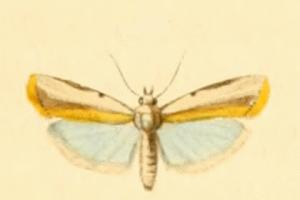